# ФК «Крылья Советов» Москва в сезоне 1945
Сезон 1945 года стал для «Крылья Советов» Москва 14-м в своей истории. В нем команда приняла участие в 7-м чемпионате страны и в 6-м розыгрыше кубка страны.
После окончания войны было принято решение о возобновлении чемпионата СССР. В 1945 году команда выступила удачно, хотя по подбору игроков «Крылья Советов» уступал соперникам (команду подвела вратарская позиция — 6 поражений с крупным счётом, в которых было пропущено более 30 мячей).
Турнир среди дублёров проводился, как первенство Москвы — команда заняла 4 место.
Уже во втором матче получил травму и выбыл до конца сезона основной вратарь команды Георгий Маркус, этот матч судил мэтр советского футбола Гавриил Качалин — это был его единственный опыт в качестве футбольного арбитра.
17 июня на матч московских ЦДКА и «Крыльев Советов» пришло 60’000 зрителей.
28 июня московское «Динамо» обыграло московские «Крылья Советов» со счётом 10:0. Это победа остаётся самой крупной в истории «Динамо» и самым крупным поражением в истории «Крыльев Советов».

## Чемпионат СССР 1945
Основная статья: Чемпионат СССР по футболу 1945 (первая группа)
Результаты матчей
| 20 мая 1945 1 тур | Трактор (Сталинград) | 0:0   | Крылья Советов | Сталинград                                             |
| |                      | отчёт |                | Стадион: Трактор Зрителей: 8000 Судья: Павлов (Москва) |
| Трактор (Сталинград): Ермасов, Рудин, Покровский, Тяжлов, Григорьев, Беликов, Шведченко, Сапронов, Шеремет, Матвеев, Папков Крылья Советов: Маркус, Карелин, Котов, Алёшин, Егоров , Ильичёв, Беляков, Дементьев, Алексеев, Запрягаев, Константинов |                      |       |                |                                                        |

| 1 июня 1945 2 тур | Спартак (Москва)          | 2:1   | Крылья Советов | Москва                                                     |
| | Смыслов 57′ · Тимаков 61′ | отчёт | 85′ Беляков    | Стадион: Сталинец Зрителей: 15 000 Судья: Качалин (Москва) |
| Спартак (Москва): Леонтьев, Вас.Соколов, Семёнов, Вик.Соколов, Малинин , Рязанцев, Тимаков, Климов, А.Соколов, Смолин, Конов ( 46' Смыслов) · Крылья Советов: Маркус ( Архаров), Карелин, Котов, Алёшин, Егоров , Ильичёв, Беляков, Дементьев, Запрягаев, Севидов, Алексеев |                           |       |                |                                                            |

| 9 июня 1945 3 тур | Крылья Советов | 1:0   | Динамо (Киев) | Москва                                                      |
| | Ильичёв 60′    | отчёт |               | Стадион: Сталинец Зрителей: 8000 Судья: Батырев (Ленинград) |
| Крылья Советов: Архаров, Карелин, Мазанов, Алёшин, Егоров , Ильичёв, Беляков, Дементьев, Запрягаев, Алексеев, Константинов · Динамо (Киев): Зубрицкий, Н.Балакин, Махиня , С.Васильев, Сухарев, Д.Васильев, Гончаренко, Поварчук, В.Балакин, Серов ( Лерман), Калач |                |       |               |                                                             |

| 13 июня 1945 4 тур | Крылья Советов | 0:1   | Торпедо (Москва) | Москва                                                     |
| |                | отчёт | 4′ Г.Жарков      | Стадион: Сталинец Зрителей: 10 000 Судья: Латышев (Москва) |
| Крылья Советов: Архаров, Чернов, Котов, Карелин, Егоров , Ильичёв, Беляков, Дементьев, Запрягаев, Севидов, Алексеев Торпедо (Москва): Акимов, Каричев, Мошкаркин, Загрецкий, Ильин, Морозов, Панфилов, Яковлев, Г.Жарков Петров, В.Жарков |                |       |                  |                                                            |

| 17 июня 1945 5 тур | ЦДКА (Москва) | 0:0   | Крылья Советов | Москва                                                    |
| |               | отчёт | 42' Алексеев   | Стадион: Динамо Зрителей: 60 000 Судья: Попов (Ленинград) |
| ЦДКА (Москва): Никаноров, Прохоров, Кочетков, Афанасьев, Виноградов, Щербаков, Гринин, Николаев, Федотов , Бобров, Дёмин · Крылья Советов: Архаров ( Степунин), Мазанов, Котов, Карелин, Егоров , Ильичёв, Алексеев, Беляков, Запрягаев, Севидов, Исаев |               |       |                |                                                           |

| 23 июня 1945 6 тур | Зенит (Ленинград)                                 | 5:1   | Крылья Советов | Ленинград                                                   |
| | Сальников 8′ · Чучелов 10′, 30′ · Левин-Коган 35′ | отчёт | 43′ Алексеев   | Стадион: Динамо Зрителей: 15 000 Судья: Кравченко (Тбилиси) |
| Зенит (Ленинград): Копус ( Москаленко), Куренков, Пшеничный, Бодров, Яблочкин, Левин-Коган, Смирнов, Чучелов, Фёдоров, Сальников · Крылья Советов: Степунин, Чернов, Мазанов, Карелин, Алёшин, Ильичёв, Беляков, Алексеев, Запрягаев, Егоров , Исаев |                                                   |       |                |                                                             |

| 28 июня 1945 7 тур | Динамо (Москва)                                                                                 | 10:0  | Крылья Советов | Москва                                                   |
| | Карцев 20′, 32′, 35′, 55′ · Трофимов 27′, 60′, 73′ · Бесков 41′ · С.Соловьёв 48′ · Малявкин 81′ | отчёт |                | Стадион: Динамо Зрителей: 30 000 Судья: Латышев (Москва) |
| Динамо (Москва): Хомич, Радикорский, Семичастный , Станкевич, Блинков, Л.Соловьёв, Трофимов, Карцев, Бесков, Малявкин, С.Соловьёв Крылья Советов: Степунин, Мазанов, Котов, Карелин, Егоров , Ильичёв, Алексеев, Дементьев, Запрягаев, Севидов, Исаев |                                                                                                 |       |                |                                                          |

| 2 июля 1945 8 тур | Крылья Советов                    | 3:2   | Динамо (Ленинград) | Москва                                                      |
| | Запрягаев 25′, 29′ · Алексеев 41′ | отчёт | 1′, 87′ Н.Васильев | Стадион: Сталинец Зрителей: 20 000 Судья: Сошенко (Харьков) |
| Крылья Советов: Ромашов, Чернов, Мазанов, Карелин, Алёшин, Ильичёв, Алексеев, Дементьев, Запрягаев, Егоров , Исаев · Динамо (Ленинград): Василенко ( Набутов), Забелин, Лемешев, Д.Фёдоров, Ошенков, Орешкин, Н.Васильев, Фёдоров ( Лотков), Сазонов, Викторов, Архангельский |                                   |       |                    |                                                             |

| 8 июля 1945 9 тур | Крылья Советов | 1:1   | Динамо (Минск) | Москва                                                   |
| | Исаев 82′      | отчёт | 41′ Шевелянчик | Стадион: Сталинец Зрителей: 7000 Судья: Усов (Ленинград) |
| Крылья Советов: Ромашов, Карелин, Мазанов, Чернов, Алёшин, Ильичёв, Беляков, Дементьев, Алексеев, Егоров , Исаев · Динамо (Минск): Антоневич, Чернышёв, Коробко ( Литвинов), Поставнин, Зиновьев, Шевелянчик, Пономарёв, Читая, Шевцов, Медведев |                |       |                |                                                          |

| 13 июля 1945 10 тур | Крылья Советов | 1:0   | Локомотив (Москва) | Москва                                                    |
| | Севидов 82′    | отчёт |                    | Стадион: Сталинец Зрителей: 10 000 Судья: Щербов (Москва) |
| Крылья Советов: Ромашов, Карелин, Мазанов, Чернов, Егоров , Ильичёв, Беляков, Дементьев, Алексеев, Севидов, Исаев Локомотив (Москва): Гончаров, Эпштейн, Гуляев, Киселёв, Лобиков, Серов, Лысов, Самарин, Ерфилов, Лахонин, Михайлов |                |       |                    |                                                           |

| 20 июля 1945 11 тур | Динамо (Тбилиси) | 1:2   | Крылья Советов                           | Тбилиси                                                      |
| | Пайчадзе 7′      | отчёт | 58′ Дементьев · 78′ Севидов · 52' Егоров | Стадион: Динамо Зрителей: 30 000 Судья: Колтунов (Ленинград) |
| Динамо (Тбилиси): Саная, Пехлеваниди, Салдадзе, Кикнадзе, Фролов, Гогоберидзе, Г.Джеджелава ( Арошидзе), Панюков, Пайчадзе, Антадзе, Харбедия · Крылья Советов: Архаров, Карелин, Алёшин, Чернов, Егоров , Ильичёв, Беляков, Дементьев, Алексеев, Севидов, Исаев |                  |       |                                          |                                                              |

| 30 июля 1945 12 тур | Крылья Советов | 0:2   | Трактор (Сталинград)       | Москва                                                   |
| |                | отчёт | Шведченко 18′ · Папков 42′ | Стадион: Сталинец Зрителей: 5000 Судья: Усов (Ленинград) |
| Крылья Советов: Архаров, Чернов, Мазанов, Карелин, Алёшин, Ильичёв, Беляков, Дементьев, Горшков, Егоров , Исаев Трактор (Сталинград): Ермасов, Бадин, Плонский, Тяжлов, Григорьев, Рудин, Шведченко, Сапронов, Калмыков, Матвеев, Папков |                |       |                            |                                                          |

| 7 августа 1945 13 тур | Крылья Советов             | 2:0   | Спартак (Москва) | Москва                                                     |
| | Севидов 30′ · Алексеев 36′ | отчёт |                  | Стадион: Сталинец Зрителей: 20 000 Судья: Латышев (Москва) |
| Крылья Советов: Архаров, Карелин, Алёшин, Давыдов, Алексеев, Ильичёв, Беляков, Дементьев , Севидов, Горшков, Исаев Спартак (Москва): Леонтьев, Вик.Соколов, Вас.Соколов, Сеглин, Малинин, Гуляев, Смыслов, Климов, Семёнов, Конов, Тимаков |                            |       |                  |                                                            |

| 14 августа 1945 14 тур | Динамо (Киев)              | 2:2   | Крылья Советов           | Киев                                                     |
| | С.Васильев 27′ · Серов 58′ | отчёт | 20′ Алексеев · 86′ Исаев | Стадион: Динамо Зрителей: 20 000 Судья: Усов (Ленинград) |
| Динамо (Киев): Зубрицкий , Махиня, Сухарев, Д.Васильев, Лерман, С.Васильев, Мельник, Карчевский, Н.Балакин, Серов ( Поварчук), Калач · Крылья Советов: Архаров, Карелин, Алёшин, Давыдов, Ильичёв, Запрягаев, Алексеев, Дементьев , Севидов, Горшков, Исаев |                            |       |                          |                                                          |

| 18 августа 1945 15 тур | Торпедо (Москва)                              | 4:0   | Крылья Советов | Москва                                                   |
| | В.Жарков 27′ · Панфилов 61′, 73′ · Петров 78′ | отчёт |                | Стадион: Динамо Зрителей: 35 000 Судья: Щелчков (Москва) |
| Торпедо (Москва): Разумовский, Каричев, Мошкаркин, Загрецкий, Яковлев, Морозов, Панфилов, Г.Жарков, Пономарёв, Петров, В.Жарков Крылья Советов: Ромашов, Карелин, Котов, Давыдов, Егоров , Чернов, Беляков, Дементьев, Запрягаев, Севидов, Исаев |                                               |       |                |                                                          |

| 22 августа 1945 16 тур | Крылья Советов          | 2:6   | ЦДКА (Москва)                                           | Москва                                                 |
| | Севидов 46′ · Исаев 73′ | отчёт | 20′, 58′ Щербаков · 25′, 55′, 65′ Бобров · 26′ Николаев | Стадион: МВО Зрителей: 15 000 Судья: Богданов (Москва) |
| Крылья Советов: Ромашов, Карелин, Котов, Чернов, Егоров , Давыдов, Беляков, Дементьев, Запрягаев, Севидов, Исаев ЦДКА (Москва): Никаноров, Тучков, Кочетков, Прохоров, Виноградов, Афанасьев, Гринин, Николаев, Бобров, Щербаков, Дёмин |                         |       |                                                         |                                                        |

| 27 августа 1945 17 тур | Крылья Советов | 1:1   | Зенит (Ленинград) | Москва                                                 |
| | Севидов 29′    | отчёт | 73′ Чучелов       | Стадион: МВО Зрителей: 10 000 Судья: Сошенко (Харьков) |
| Крылья Советов: Архаров, Карелин, Котов, Давыдов, Егоров , Чернов, Беляков, Дементьев, Запрягаев, Севидов, Исаев · Зенит (Ленинград): Иванов, Москаленко, Куренков, Пшеничный, Бодров, Яблочкин, Сальников, Смирнов, Смагин, Фёдоров, Гуляев ( Чучелов) |                |       |                   |                                                        |

| 5 сентября 1945 18 тур | Крылья Советов | 1:2   | Динамо (Москва)                              | Москва                                                   |
| | Севидов 43′    | отчёт | 36′ Бесков · 71′ С.Соловьёв · 40' С.Соловьёв | Стадион: Динамо Зрителей: 40 000 Судья: Щелчков (Москва) |
| Крылья Советов: Архаров, Карелин, Котов, Чернов, Егоров, Алёшин, Запрягаев, Дементьев , Алексеев, Севидов, Беляков · Динамо (Москва): Медведев, Радикорский, Семичастный , Станкевич, Блинков, Л.Соловьёв, Трофимов, Савдунин ( 60' Бехтенев), Бесков, Малявкин, С.Соловьёв |                |       |                                              |                                                          |

| 9 сентября 1945 19 тур | Локомотив (Москва)       | 2:4   | Крылья Советов                      | Москва                                                    |
| | Лысов 19′ · Степанов 68′ | отчёт | 25′, 39′, 56′ Севидов · 80′ Горшков | Стадион: Сталинец Зрителей: 5000 Судья: Богданов (Москва) |
| Локомотив (Москва): Ходынский ( Морозов), Эпштейн, Лобиков, Киселёв, Самарин, Серов, Лысов, Степанов, Михайлов, Лахонин, Богателло · Крылья Советов: Архаров, Карелин, Котов, Давыдов, Егоров , Чернов, Запрягаев, Дементьев, Севидов, Горшков, Беляков |                          |       |                                     |                                                           |

| 13 сентября 1945 20 тур | Динамо (Ленинград)                           | 4:1   | Крылья Советов | Ленинград                                                 |
| | Викторов 4′, 15′ · Сазонов 80′ · Фёдоров 88′ | отчёт | 68′ Севидов    | Стадион: Динамо Зрителей: 15 000 Судья: Сошенко (Харьков) |
| Динамо (Ленинград): Василенко, Забелин, Лемешев, Ошенков, Орешкин, Алов, Сазонов, А.Фёдоров, Архангельский, Викторов, Лотков Крылья Советов: Архаров, Карелин, Котов, Давыдов, Егоров , Чернов, Запрягаев, Дементьев, Севидов, Горшков, Беляков |                                              |       |                |                                                           |

| 20 сентября 1945 21 тур | Динамо (Минск)                                | 3:0   | Крылья Советов | Минск                                                    |
| | Игнатов 60′ · Полунин 75′ · Чернов 83' (авт.) | отчёт |                | Стадион: Пищевик Зрителей: 10 000 Судья: Аракелов (Баку) |
| Динамо (Минск): Бычков, Антоневич, Чернышёв, Шевцов, Поставнин, Коробко, Шевелянчик, Курнев, Читая, Игнатов, Полунин Крылья Советов: Архаров, Бочарников, Чернов, Давыдов, Алёшин, Котов, Запрягаев, Дементьев , Севидов, Горшков, Беляков |                                               |       |                |                                                          |

| 23 сентября 1945 22 тур | Крылья Советов | 0:0   | Динамо (Тбилиси) | Москва                                                   |
| |                | отчёт |                  | Стадион: Динамо Зрителей: 40 000 Судья: Усов (Ленинград) |
| Крылья Советов: Архаров, Бочарников, Чернов, Давыдов, Егоров , Алёшин, Запрягаев, Дементьев, Севидов, Горшков, Беляков · Динамо (Тбилиси): Шудра, Кикнадзе, Салдадзе, Гагуа ( Пехлеваниди), Бердзенишвили, Челидзе, Г.Джеджелава, Бережной, Пайчадзе, Антадзе, Гогоберидзе |                |       |                  |                                                          |

турнирная таблица
| М  | Клуб                    | И  | В | Н | П  | М     | О  |
| -- | ----------------------- | -- | - | - | -- | ----- | -- |
| 6  | «Зенит» Ленинград       | 22 | 8 | 7 | 7  | 35-31 | 23 |
| 7  | «Трактор» Сталинград    | 22 | 9 | 3 | 10 | 23-38 | 21 |
| 8  | «Крылья Советов» Москва | 22 | 6 | 6 | 10 | 23-48 | 18 |
| 9  | «Динамо» Минск          | 22 | 5 | 7 | 10 | 20-39 | 17 |
| 10 | «Спартак» Москва        | 22 | 6 | 3 | 13 | 22-44 | 15 |

## Кубок СССР 1945
Основная статья: Кубок СССР по футболу 1945
| 27 сентября 1945 1/16 финала | Крылья Советов       | 3:1   | Крылья Советов (Куйбышев) | Москва                     |
| 15:30 | Севидов –2 · Горшков | отчёт | Румянцев                  | Стадион: Стадион парка МВО |
| Крылья Советов: Архаров, Бочарников, Чернов, Давыдов, ..., Запрягаев, Дементьев, Севидов, Горшков, Беляков Крылья Советов (Куйбышев): Румянцев, ..., Новиков |                      |       |                           |                            |

| 27 сентября 1945 1/8 финала | ЦДКА (Москва)                   | 5:1   | Крылья Советов | Москва                                  |
| | Гринин –2 · Дёмин –2 · Николаев | отчёт | ?              | Стадион: Динамо Судья: Латышев (Москва) |
| ЦДКА (Москва): Никаноров, Кочетков, Прохоров, Тучков, Афанасьев, Виноградов, Бобров, Гринин, Дёмин, Николаев, Щербаков Крылья Советов: Архаров, Бочарников, Дементьев, Севидов, Горшков, ... |                                 |       |                |                                         |

## Игры и голы
| №.            | Нац.      | Позиция | Игрок             | Всего   | Всего   | Чемпионат СССР | Чемпионат СССР | Кубок СССР | Кубок СССР |         |         |         |         |         |         |
| №.            | Нац.      | Позиция | Игрок             | Игры    | Голы    | Игры           | Голы           | Игры       | Голы       |         |         |         |         |         |         |
| Вратари       | Вратари   | Вратари | Вратари           | Вратари | Вратари | Вратари        | Вратари        | Вратари    | Вратари    | Вратари | Вратари | Вратари | Вратари | Вратари | Вратари |
| ------------- | --------- | ------- | ----------------- | ------- | ------- | -------------- | -------------- | ---------- | ---------- | ------- | ------- | ------- | ------- | ------- | ------- |
|               | Флаг СССР | Вр      | Пётр Архаров      | 16      | -24     | 14             | -18            | 2          | -6         |         |         |         |         |         |         |
|               | Флаг СССР | Вр      | Георгий Маркус    | 2       | -2      | 2              | -2             | -          | -          |         |         |         |         |         |         |
|               | Флаг СССР | Вр      | Алексей Ромашов   | 5       | -13     | 5              | -13            | -          | -          |         |         |         |         |         |         |
|               | Флаг СССР | Вр      | Алексей Степунин  | 3       | -15     | 3              | -15            | -          | -          |         |         |         |         |         |         |
| Защитники     |           |         |                   |         |         |                |                |            |            |         |         |         |         |         |         |
|               | Флаг СССР | Защ     | Иван Давыдов      | 10      | 0       | 9              | 0              | 1          | 0          |         |         |         |         |         |         |
|               | Флаг СССР | Защ     | Владимир Егоров   | 19      | 0       | 19             | 0              | -          | -          |         |         |         |         |         |         |
|               | Флаг СССР | Защ     | Виктор Карелин    | 20      | 0       | 20             | 0              | -          | -          |         |         |         |         |         |         |
|               | Флаг СССР | Защ     | Пётр Константинов | 3       | 0       | 3              | 0              | -          | -          |         |         |         |         |         |         |
|               | Флаг СССР | Защ     | Николай Котов     | 11      | 0       | 11             | 0              | -          | -          |         |         |         |         |         |         |
| Полузащитники |           |         |                   |         |         |                |                |            |            |         |         |         |         |         |         |
|               | Флаг СССР | ПЗ      | Николай Алёшин    | 13      | 0       | 13             | 0              | -          | -          |         |         |         |         |         |         |
|               | Флаг СССР | ПЗ      | Семён Беляков     | 20      | 1       | 19             | 1              | 1          | 0          |         |         |         |         |         |         |
|               | Флаг СССР | ПЗ      | Борис Бочарников  | 4       | 0       | 2              | 0              | 2          | 0          |         |         |         |         |         |         |
|               | Флаг СССР | ПЗ      | Георгий Мазанов   | 8       | 0       | 8              | 0              | -          | -          |         |         |         |         |         |         |
|               | Флаг СССР | ПЗ      | Николай Чернов    | 9       | 0       | 8              | 0              | 1          | 0          |         |         |         |         |         |         |
| Нападающие    |           |         |                   |         |         |                |                |            |            |         |         |         |         |         |         |
|               | Флаг СССР | Нап     | Николай Алексеев  | 14      | 4       | 14             | 4              | -          | -          |         |         |         |         |         |         |
|               | Флаг СССР | Нап     | Игорь Горшков     | 9       | 2       | 7              | 1              | 2          | 1          |         |         |         |         |         |         |
|               | Флаг СССР | Нап     | Пётр Дементьев    | 22      | 1       | 20             | 1              | 2          | 0          |         |         |         |         |         |         |
|               | Флаг СССР | Нап     | Борис Запрягаев   | 18      | 2       | 17             | 2              | 1          | 0          |         |         |         |         |         |         |
|               | Флаг СССР | Нап     | Александр Ильичёв | 14      | 1       | 14             | 1              | -          | -          |         |         |         |         |         |         |
|               | Флаг СССР | Нап     | Николай Исаев     | 13      | 3       | 13             | 3              | -          | -          |         |         |         |         |         |         |
|               | Флаг СССР | Нап     | Александр Севидов | 18      | 12      | 16             | 10             | 2          | 2          |         |         |         |         |         |         |